# Ljudi sjene
Ljudi sjene ili ljudi sjenke (eng. Shadow people), prema vjerovanju, nadnaravna bića koja se pojavljuju kao tamni sjenoviti humanoidni prikazi koji se primjećuju u perifernom kutu promatračevog oka i iznenada nestaju. Svjedoci tvrde da se mogu izrazito brzo kretati i iznenadno se rasplinuti. Vjeruje se da se radi o zlim i agresivnim natprirodnim entitetima, iako postoje i svjedočanstva u kojima su opisani kao anđeli čuvari. Neki izvori tvrde da su oduvijek među nama i da se hrane ljudskim emocijama i strahovima, moguće ih je odbiti pozitivnim mislima.
Zagovornici teorije o postojanju takvih entiteta imaju više teorija o njihovom identitetu. Neki tvrde da se radi o demonima ili duhovima, dok drugi tvrde da se radi o izvandimenzionalnim bićima iz drugih svjetova ili o izvanzemaljcima.
Objašnjenja koja su rezultat znanstvenog pristupa rečenom fenomenu, tvrde da se takva paranormalna iskustva mogu objasniti optičkom iluzijom ili halucinacijom, kao i stresnim emocionalnim i psihološkim stanjima, ali i kao posljedica uzimanja narkotika ili određenih lijekova koji izazivaju nuspojave.
Može ih se dovesti u vezu s morama, mitološkim bićima koja se pojavljuju u brojnim europskim mitologijama.

## Opis
Prema izjavama navodnih svjedoka, postoji više vrsta ljudi sjena no zajedničko im je da se pojavljaju u obliku crne sjenovite mase humaniodnog oblika, ponekad kao prikaza u crno kaputu sa šeširom na glavi ili tamni obris zaogrnjen kapuljačom. U nekim slučajevima ne vide se gornji ili donji ekstremiteti i doima se kao da prikaza lebdi u zraku. Iako su svjedočanstva suglasna da se lice prikaze ne može vidjeti, jer je zatamnjeno ili ga uopće nema, u pojedinim iskazima spominju se da su na, inače zamraćenom licu, crvene oči.